# Christophe Dauphin (poète)
Pour les articles homonymes, voir Christophe Dauphin et Dauphin (homonymie).
 (novembre 2014).
 (octobre 2009).
Christophe Dauphin, né le 7 août 1968 à Nonancourt (Eure), est un poète, critique littéraire, essayiste, secrétaire général de l'Académie Mallarmé et directeur de revue français.

## Biographie
Poète, critique littéraire, essayiste et animateur, Christophe Dauphin a dirigé la revue la Lézardière (cinq numéros jusqu’en avril 1991). Il a été membre du comité de rédaction de la revue Le Cri d’os, fondée et animée par Jacques Simonomis, de 1996 à 2003. Il est l’auteur de nombreux articles, notes de lectures et chroniques en revues. Christophe Dauphin est directeur de publication de la troisième série de la revue Les Hommes sans épaules (fondée par Jean Breton en 1953), et membre du comité de rédaction de la revue néo-surréaliste Supérieur Inconnu fondée et dirigée par Sarane Alexandrian) et d’Ici & là (revue de la Maison de la poésie de Saint-Quentin-en-Yvelines, dirigée par Jacques Fournier).
Christophe Dauphin est issu d’une famille normande, commerçants et ouvriers du côté paternel, artisans, travaillant le bois, du côté maternel). Son arrière-grand-père, Arthur Martin, était charron. C’est dans la maison que ce dernier acheta, en 1920, dans le village de La Madeleine-de-Nonancourt, après être revenu d’Allemagne où il était prisonnier de guerre, que Christophe Dauphin (dont la naissance sera déclarée à Nonancourt) est né en 1968, tout comme, avant lui, son grand-père, Raoul Martin, élu socialiste, ami de Pierre Mendès France, et sa mère.
À l’enfance normande succède une adolescence tumultueuse dans la banlieue ouest de Paris. Au tout début des années 1970, le bidonville qui « siégeait » au pied de la tour qu’il habitait avec ses parents lui fit tôt prendre conscience de l’injustice sociale. Christophe Dauphin écrit ses premiers poèmes en 1985, dans la cité des Fossés-Jean, à Colombes. En novembre 1986, alors étudiant, il prend part aux manifestations étudiantes et lycéennes contre le projet de loi dit Devaquet. Dans la nuit du 5 au 6 décembre 1986, des voltigeurs motocyclistes de la préfecture de police passent à tabac un jeune homme, Malik Oussekine, qui meurt de ses blessures. Christophe Dauphin, profondément marqué par les évènements, se trouvait non loin ce soir là, rue Racine, devant la librairie du poète Guy Chambelland, qui devait devenir son ami trois ans plus tard.
Au sortir du service militaire, où l’on ne partagea pas ses idées (son poème « La vie à bout de bras », une dénonciation de la barbarie de Verdun, en guise de texte commémoratif, lui causa des ennuis), Christophe Dauphin fait, en 1989, la rencontre déterminante de Jean et Alain Breton, puis celle d’Henri Rode (in, Jacques Simonomis, Un entretien avec Christophe Dauphin, Le Cri d’os no 29/30, 2000). Déjà marqué par le surréalisme (dont il épouse la révolte et la quête de merveilleux), il se sent d’emblée très proche des poètes de « La Poésie pour vivre », qui l’accueillent aussitôt parmi eux et publient ses premiers poèmes. Poésie pour vivre est un manifeste coécrit par Jean Breton et Serge Brindeau (et publié à La Table Ronde, en 1964), au sein duquel les auteurs s’insurgent contre la poésie de laboratoire au profit d’une poésie de l’homme ordinaire (in Les Hommes sans épaules no 22, 2006). Ses amitiés portèrent donc Christophe Dauphin vers Jean et Alain Breton, Henri Rode, Guy Chambelland, Yves Martin, Claude de Burine, Albert Ayguesparse, Jean Rousselot, le « poète à hauteur d’homme », et Sarane Alexandrian, grande figure historique du surréalisme que le peintre Victor Brauner avait baptisé « le Grand Cri-Chant du rêve ».
En 1995, Christophe Dauphin, qui considère, comme ses amis Léo Ferré et Jacques Bertin (in dossier Jacques Bertin de la revue Les Hommes sans épaules no 26, 2008), que la poésie est la sève intime de la chanson, son « secret vital » comme l’a dit Pierre Seghers, écrit les textes de vingt-quatre chansons pour le compositeur-interprète Lucas Escriva. Les chansons seront intégrées par Charles et Micha Aznavour dans le catalogue de leurs éditions, chez Djanik Music. Toujours en 1995, Christophe Dauphin fait la rencontre de Léopold Sédar Senghor, avec qui il s'entretient du concept de « normandité » (voir note 1). Senghor jugea que la normandité était un élément primordial de la personnalité de Dauphin. Le fondement du tempérament normand, d’après Senghor, résultait de ce métissage entre Scandinaves, Germains et Celtes ; un métissage qui agissait aussi bien, sur le tempérament que sur la culture, la langue. Léopold Sedar Senghor qualifia la normandité de Dauphin par un « lyrisme lucide, un sens aigu et blessé du réel ».
Henri Rode - poète capital de la « Poésie pour vivre » et aîné d’une grande importance pour Dauphin -, écrivit pour sa part (in La Bartavelle, 1996) : « On peut dire que, très tôt, Christophe Dauphin a senti la poésie bouillonner en lui, fusant dans son sang et le poussant à s’insurger et à s’extasier, tour à tour, devant les atrocités ou les beautés du monde. La poésie est sa pierre de touche, le tremplin pour repartir, le contraire des bâillons imposés par la société. À ses yeux, elle se confond avec le regard des hommes qui éveillent le monde, qui ont le besoin vital de le réinventer. Christophe Dauphin, adolescent, a senti qu’aimer la poésie, la vivre, rejoint une nouvelle morale terrestre. Chez lui, dans sa vendange des passions les fluides d’une ébriété élue, nourris par son néo-romantisme, nous emportent du désir à la rage. La clairvoyance de Christophe Dauphin, serait-ce sur le plan social, n’est jamais au détriment des pulsions intimes, ni d’une générosité plus forte." Ce à quoi, Jean Breton ajoutera (texte reproduit en préface de L'Ombre que les loups emportent, éditions LGR), présentant Christophe Dauphin à l’Université d’Angers, en 2000 : « Seul l’homme libre intéresse Christophe Dauphin. Ce rêve a toujours coulé dans ses veines. Sa poésie est la fois un « feu » et « un coup de poing », puisqu’elle exprime « une révolte du désir » contre tout ce qui fait obstacle à l’amour. L’onirisme, la volupté, le besoin de justice pour tous alimentent cette espèce d’enquête lyrique – toujours un peu sur le mode de la tempête. Parfois Dauphin élève son mur avec densité, colmate toutes les brèches, resserre la brique des images entre elles – une, deux images par vers, au diable l’avarice ! – comme pour interdire au lecteur de reprendre souffle avant d’avoir achevé la lecture de son poème."
Parallèlement à son œuvre de création, Christophe Dauphin a écrit de nombreux articles critiques et théoriques, ainsi que des essais consacrés à la poésie contemporaine. Dans ses essais : James Douglas Morrison et la contre-culture, Jacques Simonomis et l'imaginaire, Marc Patin et le surréalisme sous l’Occupation, Jean Breton et la Poésie pour vivre, Sarane Alexandrian et le surréalisme de l’Après-guerre, Paul Verlaine et la décadence, Lucien Coutaud et la peinture éroticomagique, Henri Rode et l'Émotivisme des abîmes, Ilarie Voronca et l'intégralisme, Jacques Hérold et surréalisme ; Christophe Dauphin, comme l'a écrit Jean Orizet (in Poésie 1/Vagabondages, mars 2002), dépasse toujours le strict cadre biographique pour atteindre et mettre en relief le cœur même de la vie et de l’œuvre, dégagées de toutes légendes au profit sinon de la vérité, du moins d’une vérité qui gratte la pellicule des anecdotes afin de mettre à nu par effraction l’angoisse et le fleuve intérieur qui coulent en ses sujets, qu’il porte en lui.

### La poésie émotivisme
Christophe Dauphin a défini sa démarche par le terme d’« émotivisme » (in revue Supérieur Inconnu no 3, 2006), qui est une sensibilité (dont il a dressé l’anthologie de référence avec Les Riverains du feu, Le Nouvel Athanor éditeur, 2009) et un courant poétique, dont il est le chef de file, né au contact de deux pôles majeurs de la création poétique contemporaine ; dans La Poésie pour vivre, tout d’abord (une sensibilité poétique largement relayée par les revues Le Pont de l’épée et Le Pont sous l’eau de Guy Chambelland) et le surréalisme, qui est, pour lui, une prospection continue de l’état de rêve (comme l’émotivisme de l’émotion), afin d’en découvrir les véritables limites, beaucoup trop floues à travers la littérature, et trop restreintes à travers la psychologie. Partant de considérations sur « le peu de réalité », le surréalisme a prouvé éloquemment que la seule manière de libérer l’homme des contraintes idéologiques, d’assurer à l’esprit des conquêtes inépuisables, était d’agrandir l’état de rêve, d’en préciser les prérogatives, et de donner un plein effet réel à tout ce qui émanerait de cette source imaginaire, comme l'écrit Christophe Dauphin dans son essai Sarane Alexandrian ou le grand défi de l'imaginaire (L'Âge d'Homme, 2006).
Le terme émotivisme est apparu pour la première fois, en poésie, sans avoir été développé, sous la plume de Guy Chambelland : « Le poète est un être original, doté d’une sensibilité propre. Une hypersensibilité. En ce qui me concerne, si j’avais dû créer un « isme », j’aurais créé l’émotivisme ! », puis sous celle de Jean Breton (in Les poètes de l'émotion, La Nouvelle Pibole), décrivant les luttes intestines du milieu poétique des années 1960-1965 : « L’histoire littéraire regroupera peut-être sous la bannière de l'Émotivisme les poètes qui, alors, dans des revues sans lecteurs et des recueils peu répandus, refusèrent de voir la vie affective enterrée sous les supputations linguistiques et le chloroforme pseudo-philosophique et, au contraire, enrichirent l’intimisme… ». C’est pour rendre hommage à ses deux aînés qui furent ses amis, que Christophe Dauphin a repris le terme émotiviste, qui ne saurait être réduit à la seule expression des affects. Le poème, s’il ne correspond pas pour une large part aux enjeux de la vie intérieure, à la traduction des fluctuations de l’être par le langage, s’il ne naît d’avoir été vécu intensément, brèche ouverte sur l’intime, aura peut-être l’apparence d’un bijou, mais – par excès de formalisme, de culture ou de sensiblerie –, ne pourra que culminer en un vain bibelot.
L'Émotivisme, dont la revue Les Hommes sans épaules, (animée par Christophe Dauphin, Alain Breton, Paul Farellier et Elodia Turki) est un fer de lance, repose sur l’expression intime d’un sujet, la construction d’une image du monde, et l’élaboration d’une forme verbale, picturale, graphique ou autre. Qu’est-ce qui fait un poète émotiviste, selon Dauphin (in « Qu’est-ce que l’Émotivisme ? », revue Supérieur Inconnu no 3, deuxième série, 2006) ? Une écriture qui ne triche pas avec la vie, un être qui ne triche pas avec l’être. Selon l’Émotivisme, le langage est un regard qui voit avec les mots. La poésie est profondeur, arrachement intérieur, expérience cruciale de solitude pour mieux rejoindre l’autre ; elle s’oppose toujours au paraître. Écrire un poème revient à fracturer la réalité intérieure. L’homme est un abîme. Ses émotions sont des brèches. L’abîme ne devient visible que dans chacune de ses brèches. Ce que confirme Sarane Alexandrian en écrivant (in préface à Totems aux yeux de rasoir, éditions Librairie-Galerie Racine, 2010): « Christophe Dauphin écrit des poèmes comme on élève des barricades, pour défendre contre les envahisseurs barbares la cité des rêves. Il frappe fort, en tordant le cou au lyrisme afin d’obtenir des effets plus grands. »

## Commentaires sur l'œuvre poétique
« Grand héritier du surréalisme, Christophe Dauphin est un tempérament. En lui, la poésie s’insinue comme une révélation incontrôlable, dont le ravissement tient de la magie. » André Marissel (L’Arbre à paroles no 95, 1997, Amay, Belgique).
« Christophe Dauphin qui mène en parallèle un travail d’essayiste et de critique, est l’un des meilleurs et des plus actifs poètes de sa génération. La poésie de Christophe Dauphin est en prise avec le réel, proche des gens et des choses ; osons le mot : humaniste. Elle contient aussi sa part d’indignation et de refus, avec un sens de l’image-choc qu’il maîtrise comme personne. » Jean Orizet (Poésie 1/Vagabondages no 30, 2002).
« Pour ce poète, la vie est une lutte permanente entre la liberté de vivre sa vie sans compromis et les servitudes arbitraires que la société prétend nous imposer. Salué dès son premier recueil par la critique et notamment les grands poètes que sont Claude Roy, Octavio Paz, Allen Ginsberg et Jean Rousselot, Dauphin est considéré par beaucoup comme le chef de file de la nouvelle génération. Dans ses recueils, le colosse normand compte sur la poésie pour raccommoder ses déchirures. L’œuvre est sans pudeur. Ses blessures sont à la fois intimes et universelles. Dauphin souffre de l’injustice, ainsi que des multiples outrages dont le monde est victime. Il se sent impliqué. De ses nombreux voyages, il rapporte des poèmes mettant en scène l’histoire poignante des pays traversés. Comme beaucoup d’entre nous, il s’en va bêler chaque matin aux lieux privilégiés des transhumances urbaines et commerciales. Dauphin en souffre mais refuse de s’asseoir à la table d’armistice et signer l’acte de capitulation auquel le poète ne doit jamais se résigner. Dauphin a le courage de survivre aux révoltes qui ont mené bien des poètes qui lui sont chers au suicide. Il compense par l’intensité de cette révolte poétique des années de répression intérieure. De retour chez lui, harassé, c’est la rébellion de l’instinct ; le poète déclare avec ses tripes ses haines, ses drames, ses dégoûts. Il met le feu aux poudrières métaphoriques, tire à boulets rouges, lance ses grappins surréalistes et part à l’abordage. Dauphin ne trouve de repos que parmi les siens. » Jacques Küpfer (L’anthologie de la poésie romande d’hier et d’aujourd’hui, Favre, 2007) :
« … Christophe Dauphin est un artisan de la métaphore, son style est rutilant d’images surréalistes, il n’hésite ni devant l’excès, ni devant l’écart. Il sait prôner un engagement qui n’est guère de cour aujourd’hui, c’est finalement ce qui fait tout le prix de son anthologie de poèmes, Le gant perdu de l’imaginaire, où l’on voit un poète en train de s’accomplir dans le temps et l’espace, avec ses partis-pris que l’on peut contester, avec un style personnel que l’on peut critiquer, avec un ton emporté que l’on peut discuter mais tous ses débordements encadrent bien une personnalité poétique incontestable qui constitue une des voix d’aujourd’hui. » Jacques Morin (Décharge no 136, 2007)
« Christophe Dauphin est avant tout l’auteur d’une œuvre poétique exceptionnelle par la vigueur de son inspiration polyphonique. » Patrice Delbourg, Jean-Luc Maxence, Florence Trocmé (L’année poétique 2008, éditions Seghers, 2007)
« Avec une puissance évocatrice rare et une rage jamais démentie, Christophe Dauphin témoigne de la vague qui le porte aux confins de la Poésie pour vivre et du surréalisme. » Paris-Normandie, 20 mars 2009.

## Œuvres

### Poésie
- Horizons de notre temps, Le Milieu du Jour, 1990  (ISBN 2-86366-250-3)
- La Nuit en équilibre, Le Milieu du Jour, 1993  (ISBN 2-86366-293-7)
- Lieu-dit de l’amour, Le Milieu du Jour, 1993  (ISBN 2-86366-293-7)
- Les Vignes de l’ombre, préface d’Henri Rode, La Bartavelle éditeur, 1996  (ISBN 978-2-87744-301-2)
- Kakos, Les Dits du Pont, 1997  (ISSN 1248-6019)
- Le Cinquième Soleil, La Bartavelle éditeur, 1999  (ISBN 2-87744-523-2)
- Désert de proie, La Lucarne ovale éditeur, 1999  (ISBN 2-909082-76-8)
- L’Abattoir des étoiles, postface de Jean Rousselot, éd. Librairie-Galerie Racine, 2002  (ISBN 2-243-03814-5)
- La Banquette arrière des vagues, dessins d’Alain Breton, éd. Librairie-Galerie Racine, 2003  (ISBN 2-243-04050-6)
- René Iché, l'ultime décade, Librairie-Galerie Racine, 2006  (ISBN 2-243-04310-6)
- Le Gant perdu de l’imaginaire, Poèmes choisis 1985-2006, préface d’Alain Breton, Le Nouvel Athanor, 2006  (ISBN 978-2-907-069-63-2)
- Thérèse, Cantate de l’Ange vagin, postface de Sarane Alexandrian, Rafael de Surtis, 2006  (ISBN 978-2-84672-108-0)
- Totem normand, Maison de la Poésie de Haute Normandie, 2009
- Totems aux yeux de rasoir, poèmes 2001-2008, préface de Sarane Alexandrian, illustration de Lionel Lathuille, éd. Librairie-Galerie Racine, 2010
- L'Homme est une île ancrée dans ses émotions, récits et poèmes, illustration de Jacques Hérold, éd. Librairie-Galerie Racine, 2010. Texte mis en scène par Anastassia Politi et la Compagnie Erinna. Création le samedi 13 novembre 2010, à la Maison de la Poésie de Saint-Quentin-en-Yvelines
- Au Rendez-vous des Amis, recueil collectif avec Jehan Van Langhenhoven, Sarane Alexandrian, Guy Benoît, Paul Sanda, Odile Cohen-Abbas, Rafael de Surtis, 2011
- L'ombre que les loups emportent, Poèmes 1985-2000, préface de Jean Breton (mars 2000), dessins de Lionel Lathuille, Les Hommes sans épaules éditions, 2012
- Au Rendez-vous des Amis 2, recueil collectif avec Jehan Van Langhenhoven, Paul Sanda, Yves Martin, Sabine Huynh, Guy Chambelland, Rafael de Surtis, 2014
- Un fanal pour le vivant, Poèmes décantés, Les Hommes sans Epaules éditions, 2015 Prix Kowalski des lycéens 2015
- Totem normand pour un soleil noir, orné par Alain Breton, Les Hommes sans épaules, 2020

### Essais
- James Douglas Morrison ou la nuit du lézard, préface de Rem, collection l’or du temps, éd. de l’Acanthe, 2001  (ISBN 2-930219-59-9)
- Jacques Simonomis, l’imaginaire comme une plaie à vif, éd. Librairie-Galerie Racine, 2001  (ISBN 2-243-03752-1)
- Jean Breton ou la Poésie pour vivre, éditions Librairie-Galerie Racine, 2003  (ISBN 2-243-04055-7)
- Verlaine ou les bas-fonds du sublime, dessin de Daniel Pierre dit Hubert, postface de Jacques Taurand, éditions de Saint-Mont, 2006  (ISBN 2-84755-087-9)
- Sarane Alexandrian ou le grand défi de l’imaginaire, Collection Bibliothèque Mélusine, L’Âge d’Homme, 2006  (ISBN 2-8251-3708-1)
- Marc Patin, le surréalisme donne toujours raison à l’Amour, postface de Jacques Kober, éd. Librairie-Galerie Racine, 2006  (ISBN 2-243-04227-4)
- Jean Breton ou le soleil à hauteur d’homme, Les Hommes sans épaules, 2007  (ISBN 2-243-04253-3)
- Le peintre de cœur : Antonio Guansé, Les Hommes sans épaules, no 26, 2e semestre 2008
- Lucien Coutaud, le peintre de l’Eroticomagie, préface de Georges-Emmanuel Clancier, postface de Jean Binder, éditions Rafael de Surtis, 2009  (ISBN 978-2-84672-184-4)
- Jacques Hérold et le surréalisme, coécrit avec Rose-Hélène Iché, Ville de Marseille, Musée Cantini, Silvana éditoriale, 2010
- Henri Rode, l'émotivisme à la bouche d'orties, dessins de Lionel Lathuille, Les Hommes sans épaules, 2010
- Ilarie Voronca, le poète intégral, éditions Rafael de Surtis/Editinter, 2011
- Jacques Hérold, de la suprarealism la abstractionismul liric, Colors Art Gallery, Bucarest, 2011
- Jean Rousselot, le poète qui n'a pas oublié d'être, éditions Rafael de Surtis, 2013
- Comme un cri d'os, Jacques Simonomis, Le Cri d'os no 41/42, Les Hommes sans Epaules éditions, 2015
- Lucie Delarue-Mardrus, la princesse amande, livre numérique, Collection Essais, Recours au poème éditeurs, 2015
- Les Orphées du Danube, Jean Rousselot, Gyula Illyés et Ladislas Gara,suivi de Lettres à Gyula Illyés, par Jean Rousselot, avec Anna Tüskés, éditions Rafael de Surtis/Editinter, 2015
- Derrière mes doubles, Jacques Prevel, Jean-Pierre Duprey, Les Hommes sans Epaules éditions, 2021

### Anthologie
- Les Riverains du feu, une anthologie émotiviste de la poésie francophone contemporaine, préface de Jean-Luc Maxence, Le Nouvel Athanor, 2009  (ISBN 978-2-35623-012-6)
- Riverains des falaises, une anthologie des poètes en Normandie du XIe siècle à nos jours, préface de Eric Sénécal, éditions clarisse, 2010
- Appel aux riverains, anthologie 1953-2013 des Hommes sans épaules, Les Hommes sans épaules, 2013

### Compacts discs
- Lucas Escriva, Le Droit de vivre, texte de Christophe Dauphin, Expand Music/Djanik Music, 1998
- Sébastien Colmagro, Autour de Jean Cocteau, textes et témoignages de Jean Breton, Henri Rode et Christophe Dauphin. Poèmes de Jean Cocteau dits par Yves Gasc, éditions du Vertige, 2003
- Sébastien Colmagro, Poèmes pour demain, anthologie, livre + CD, éditions du Vertige, 2004
- Jean Breton, , Entretien avec Christophe Dauphin, livre + CD, éditions Librairie-Galerie Racine / éditions du Vertige, 2011

### Film documentaire
- Jean-Claude Poirel & Christophe Dauphin, Jean Rousselot. Film tourné à l’occasion de l’inauguration de la médiathèque Jean Rousselot, à Guyancourt, le 14 février 2002. Production : SAN de Saint-Quentin-en-Yvelines.

### Préfaces
- Henri Rode, La Boucherie aux femmes nues, Les Dits du Pont, 1998
- Yves Gasc, Travaux d’approche, Librairie-Galerie Racine, 1999
- Jacques Küpfer, Terra incognita, Librairie-Galerie Racine, 1999
- Jacques Simonomis, La Villa des roses, guerre d’Algérie 1954-1962, Librairie-Galerie Racine, 1999
- Hervé Delabarre, Danger en rive & autres poèmes, Librairie-Galerie Racine, 2004
- Jacques Taurand, Les Allées du temps, éditions de Saint-Mont, 2006
- Madeleine Novarina, Autour du lieu, Librairie-Galerie Racine, 2008
- Sarane Alexandrian, L'Impossible est un jeu, Histoires extraordinaires, Editinter/Rafael de Surtis, 2012,
- Catherine Mafaraud-Leray et Michel Merlen, La Mort c'est nous, éditions Gros Textes, 2012
- Sarane Alexandrian, Les leçons de la Haute-Magie, éditions Rafael de Surtis, 2012
- Eric Sénécal, Tu vas attraper froid (Ethopées), Les Hommes sans Epaules / Librairie-Galerie Racine, 2012
- André Prodhomme, Poèmes accordés, Les Hommes sans Epaules / Librairie-Galerie Racine, 2013
- Hervé Delabarre, Prolégomènes pour un ailleurs, Les Hommes sans Epaules éditions, 2015

### Manifestes et pamphlets
- Poésies frigorifiques d’aujourd’hui, Le Cri d’os no 23/24, 1998
- La Castration poétique ou de l’imposture en poésie, Supérieur Inconnu no 18, 2000
- Le Poète ne peut vivre qu’en mettant le feu au langage, Les Hommes sans épaules no 15, 2003
- La Mise en abîme, Les Hommes sans épaules no 16, 2004
- Le poète a abattu les quatre murs de sa maison, Les Hommes sans épaules no 17/18, 2004
- La Plaie centrifuge, bulbes émotivistes, Supérieur Inconnu no 2, deuxième série, 2005
- Pas un espace sans combat, pas un atome sans cri !, Les Hommes sans épaules no 20, 2005
- Qu’est-ce que l’Émotivisme ?, Supérieur Inconnu no 3, deuxième série, 2006
- La Révolte a un langage : la poésie !, Les Hommes sans épaules no 23/24, 2007
- Aux Tyrans du monde !, Les Hommes sans épaules no 31, 2011
- L'Émotion Encore et Toujours !, Les Hommes sans épaules no 32, 2011
- À Charlie et aux autres, Les Hommes sans épaules no 39, mars 2015

### Principaux articles et études en revues
- Un Meurtre dont il manque encore le cadavre : Benjamin Fondane, Cahiers Froissart no 208, 1996
- Le Manège des mélancolies d’Yves Martin, Le Journal des Poètes no 2, Bruxelles, 1997
- Michel Manoll ou l’envol de la lumière, Le Cri d’os no 18, 1997
- Jean Breton, Vacarme au secret, Rimbaud Revue no 11, 1997
- Antonin Artaud ou la sensibilité suspendue, Le Cri d’os no 19/20, 1997
- Lucien Becker ou la victoire de l’amour sur la mort, Supérieur Inconnu no 9, 1998
- Philippe Soupault, un feu sauvage sur nos veines, Le Cri d’os no 21/22, 1998
- Henri Rode ou la douleur comme de grands oiseaux, Supérieur Inconnu no 11/12, 1998
- Nazim Hikmet, l’homme d’Orient, Rimbaud Revue no 16/17, 1999
- Lucie Delarue-Mardrus, le vent au bout du souvenir, Missives, 1999
- Dans l’atelier de René Char, Le Journal des Poètes no 7/8, Bruxelles, 1999
- D’une génération à l’autre : Philippe Soupault, Cahiers Philippe Soupault no 3, 2000
- Francis Vielé-Griffin, l’éclat perdu des soleils morts, Les Cahiers de l’Archipel no 43, 2001
- Jacques Simonomis, une écriture n’a pas de barreaux, Les Hommes sans épaules no 10, 2001
- Jean Rousselot, la vie comme un cri arraché au néant, Le Cri d’os no 33/34, 2001
- Jean-Pierre Duprey, le sang craché de la vie, Les Hommes sans épaules no 11, 2001
- Mahmoud Darwich ou la Palestine comme une métaphore, Les Hommes sans épaules no 12, 2002
- Vladimir Maïakovski, le voyage et l’amour, Le Cri d’os no 37/38, 2002
- La Nuit ne s’ouvre que de l’intérieur ou la nouvelle poésie française, Les Hommes sans épaules no 13/14, 2003
- Albert Ayguesparse ou le cri inachevable, Les Hommes sans épaules no 13/14, 2003
- Apologie de Théophile de Viau, Le Cri d’os no 39/40, 2003
- Gérald Neveu, Rimbaud Revue no 29/30, 2003
- Les poètes dans la guerre, Les Hommes sans épaules no 15, 2003
- Francis Picabia, singulier idéal, Rimbaud Revue no 31/32, 2004
- Pour ne pas oublier d’être, Les Hommes sans épaules no 16, 2004
- Ilarie Voronca 1903-2003, le centenaire de l’ombre, Les Hommes sans épaules no 16, 2004
- Jean Rousselot, la disparition d’un homme de l’être, Ici è là no 2, 2005
- Marc Patin et le surréalisme, Les Hommes sans épaules no 17/18, 2004
- Marc Patin, le poète de la Femme magique, Poésie 1/Vagabondages no 40, 2005
- Jean Malrieu, Rimbaud Revue no 35, 2005
- Dix poètes pour un nouvel automne, Poésie 1/Vagabondages no 43, 2005.
- La poésie fait l’inventaire de l’ombre, Les Hommes sans épaules no 19, 2005
- Henri Rode ou le Dire de la douleur, Rimbaud Revue no 36/37, 2006
- Paul Verlaine, un centenaire en clair-obscur, Poésie 1/Vagabondages no 46, 2006
- Léo Malet et Yves Martin, la rue, Paris, la poésie et le merveilleux, Les Hommes sans épaules no 20, 2005
- Hommage à Jean Breton : la couleur n’aboie qu’au soleil, Rimbaud Revue no 38, 2006
- Guy Chambelland ou la quête du Graal dans la boue de l’être, Les Hommes sans épaules no 21, 2006
- Si vous aimez l’amour, vous aimerez Marc Patin, Mélusine no 26, Cahiers du Centre de recherche sur le surréalisme, 2006
- Daniel Varoujan, le poète de la terre rouge d’Arménie, Les Hommes sans épaules no 23/24, 2007
- 1907-2007 René Char, un centenaire en flammes, Poésie 1/Vagabondages no 49, 2007
- Entre cri et silence, Les Hommes sans épaules no 25, 2008
- Roger-Arnould Rivière, le poète de la cassure, Les Hommes sans épaules no 25, 2008
- Jacques Bertin, le poète du chant permanent, Les Hommes sans épaules no 26, 2008
- Jacques Taurand entre l’aile et le vide, Les Hommes sans épaules no 26, 2008
- Lucien Coutaud et l’Eroticomagie, Supérieur Inconnu, numéro spécial sur le désir, troisième série, 2009
- Ce n’est pas moi qui crie, c’est la terre qui gronde, Les Hommes sans épaules no 27, 2009
- Attila József et la poésie magyare, Les Hommes sans épaules no 27, 2009
- Vicente Huidobro ou la légende d'Altazor, Les Hommes sans épaules no 28, 2009
- Hommage au grand cri-chant, Sarane Alexandrian, Les Hommes sans épaules no 28, 2009
- De la poésie comme extase, Les Cahiers du Sens, 2010
- Abou El Kacem Chebbi le poète de la révolution, Les Hommes sans épaules no 31, 2011
- Pierre Reverdy et la poétique de l'émotion, Les Hommes sans épaules no 32, 2011
- La Parole est à Pierre Chabert, Les Hommes sans épaules no 33, 2012
- Le corpoème sous les armes, Jean Sénac : 1973-2013, Les Hommes sans épaules no 35, 2013
- Virginia Tentindo, les mains du feu sous la cendre, Les Hommes sans épaules no 36, 2013
- Tudor Arghezi, forgeron des mots, Les Hommes sans épaules no 36, 2013
- Thérèse Plantier, une violente volonté de vertige, Les Hommes sans épaules no 36, 2013
- Georges Bataille et l'expérience des limites, Les Hommes sans épaules no 37, 2014
- Lucien Becker, Les Hommes sans épaules no 39, 2015
- Yusef Komunyakaa, poète à New York, Les Hommes sans épaules no 39, 2015
- Alain Borne, c'est contre la mort que j'écris, Les Hommes sans épaules no 39, mars 2015